# Gabriele Kuhn-Zuber
Gabriele Kuhn-Zuber (* 1968) ist eine deutsche Juristin, Hochschullehrerin und seit 2021 Präsidentin der Katholischen Hochschule für Sozialwesen (KHSB) in Berlin.

## Leben
Gabriele Kuhn-Zuber wuchs in einer römisch-katholischen Familie in Suhl auf. Da sie sich weigerte, an der Jugendweihe teilzunehmen, durfte sie nicht das Abitur ablegen, sondern machte eine Ausbildung zur Krankenschwester. In diesem Beruf war sie von 1988 bis 1993 in der Klinik für Innere Medizin des Klinikums Suhl tätig. Nach der Wende besuchte sie neben ihrer Berufstätigkeit eine Abendschule und holte  1991 das Abitur nach. Von 1993 bis 1996 studierte sie Rechtswissenschaft  an der Friedrich-Schiller-Universität Jena, dann  bis 1997 an der Universität Nizza und bis 1999 an der Humboldt-Universität Berlin, wo sie das Erste juristische Staatsexamen ablegte; das Zweite juristische Staatsexamen folgte 2005, ebenfalls die Promotion zur Dr. jur. Von 1999 bis 2005 war Kuhn-Zuber wissenschaftliche Mitarbeiterin am Lehrstuhl für Öffentliches Recht und Rechtsphilosophie bei Bernhard Schlink an der Humboldt-Universität, von 2002 bis 2005 zusätzlich  Rechtsreferendarin am Kammergericht Berlin. Von Juli 2005 bis September 2008 war sie persönliche Referentin des Präsidenten und verantwortliche Referentin für Pflege, Pflegeversicherung, Betreuung und Gleichstellungsrecht beim Sozialverband Deutschland (SoVD) – Bundesverband.
Seit Oktober 2008 ist Gabriele Kuhn-Zuber Professorin für Rechtliche Grundlagen der Sozialen Arbeit und der Heilpädagogik an der Katholischen Hochschule für Sozialwesen in Berlin. Sie forscht und lehrt in den Bereichen Recht für Menschen mit Behinderungen, Pflegerecht, Existenzsichernde Leistungen und Sozialverwaltungsrecht; außerdem war sie bis 2021 Vorsitzende des Prüfungsausschusses der Hochschule. 2020 wurde sie zur Präsidentin der KHSB gewählt; ihre vierjährige Amtszeit begann am 1. September 2021.

## Mitgliedschaften
Gabriele Kuhn-Zuber ist Mitglied im Vorstand des Sozialdienstes katholischer Frauen (SkF) e. V. Berlin und stellvertretende Vorsitzende des Caritasrates des Caritasverbandes im Erzbistum Berlin. Sie gehört dem Aufsichtsrat der Caritas Altenhilfe gGmbH des Erzbistums Berlin und dem Diözesanrat des Erzbistums Berlin an und ist Mitglied im Deutschen Juristinnenbund und im Deutschen Sozialgerichtstag.

## Veröffentlichungen
- Der Islam und die Universalität der Menschenrechte in der Kritik. In: Jana Hasse, Erwin Miller, Patricia Schneider (Hrsg.): Menschenrechte. Bilanz und Perspektiven. Nomos, Baden-Baden 2002, ISBN 978-3-7890-7703-6, S. 307–331.
- Die Werteerziehung in der öffentlichen Schule. Religions- und Ethikunterricht im säkularen Staat. Kovač, Hamburg 2006, ISBN 978-3-8300-2044-8, Dissertation
- Ratgeber für Menschen mit Pflegebedarf und ihre Angehörigen. Bundesarbeitsgemeinschaft Selbsthilfe e.V., Düsseldorf 2011, ISBN 978-3-89381-122-9.
- mit Ragnar Hoenig: Recht der Grundsicherung. Beratungshandbuch SGB. Nomos, Baden-Baden 2012, ISBN 978-3-8329-6770-3.
- mit Cornelia Bohnert: Recht in der Heilpädagogik und Heilerziehungspflege. Lambertus, Freiburg im Breisgau 2014, ISBN 978-3-7841-2447-6.
- Sozialleistungsansprüche für Flüchtlinge und Unionsbürger. Beratungsleitfaden. Nomos, Baden-Baden 2018, ISBN 978-3-8487-3206-7.
- Hrsg. mit Frank Ehmann, Carsten Karmanski: Gesamtkommentar Sozialrechtsberatung. Nomos, Baden-Baden 2015, ISBN 9783848702459
- mit Arne von Boetticher: Rehabilitationsrecht. Ein Studienbuch für soziale Berufe. Nomos, Baden-Baden 2019, ISBN 978-3-8487-3117-6.
- Mitkommentierung zu den Stichwörtern: Ausland; Bedarfsgemeinschaft; Eigenbeitrag; Flugverkehr; Grundsicherung; Grundsicherung für Arbeitsuchende; Grundsicherung im Alter und bei Erwerbs-minderung; Heilpädagogische Leistungen; Heim; Kindertagesstätte; Komplexleistungen; Mehrbedarfe; Pflegebedürftigkeit; Pflegeversicherung; Seelische Behinderung; Soziale Teilhabe; Sozialgeld. In: Olaf Deinert, Felix Welti: StichwortKommentar Behindertenrecht. 2. Auflage, Nomis, Baden-Baden 2018, ISBN 9783848733767.